# Roger Vercel
Roger Vercel (8. januar 1894 i Le Mans – 26. februar 1957 i Dinan) var en fransk forfatter, der i 1934 fik Goncourtprisen for romanen Capitaine Conan.